# Cluny
Clunyⓘ (wym. [klyni], uproszczona: klüni) – miejscowość i gmina w środkowo-wschodniej Francji, w regionie Burgundia-Franche-Comté, w departamencie Saona i Loara, 25 km na północny zachód od miasta Mâcon.
Według danych na rok 1990 gminę zamieszkiwało 4430 osób, a gęstość zaludnienia wynosiła 187 osób/km² (wśród 2044 gmin Burgundii Cluny plasuje się na 53. miejscu pod względem liczby ludności, natomiast pod względem powierzchni na miejscu 322).
Cluny słynne jest z istniejącego tu niegdyś opactwa benedyktynów, założonego w 910 roku, z kościołem będącym jedną z największych świątyń chrześcijańskich swego czasu. Klasztor został zamknięty w czasie rewolucji francuskiej i prawie całkowicie rozebrany w 1811 roku.
Dziś miasto jest ważnym ośrodkiem turystycznym. Co roku odwiedza je około 70 tys. turystów, dla których głównymi atrakcjami są pozostałości po romańskim opactwie benedyktynów oraz muzeum sztuki i archeologii. Miasto ma odpowiednią bazę noclegową oraz rekreacyjną.